# Autovía A-81
Die Autovía A-81, auch als Autovía Badajoz–Granada bekannt, ist eine im Bau oder geplante befindliche Autobahn in Spanien. Die Autobahn soll in Badajoz beginnen und in Granada enden. Sie ist zwischen Granada und Pinos Puente (13,1 km) im Bau und soll 2017 oder 2018[veraltet] eröffnet werden. Die anderen Abschnitte befinden sich in verschiedenen Planungsstadien (Stand Juli 2017). Die über 400 km Autobahn soll die Strecke deutlich verkürzen.

## Größere Städte an der Autobahn
- Badajoz
- Córdoba
- Granada